# 변두수
변두수(1983년 3월 19일 ~ )는 대한민국의 배우이다.

## 드라마
- 2008년 영화 《마이 뉴 파트너》
- 2009년 MBC 《2009 외인구단》
- 2011년 KBS 《근초고왕》 - 비류 역